# Cantón de Conty
El cantón de Conty era una división administrativa francesa, que estaba situada en el departamento de Somme y la región de Picardía.

## Composición
El cantón estaba formado por veintitrés comunas:
- Bacouel-sur-Selle
- Belleuse
- Bosquel
- Brassy
- Contre
- Conty
- Courcelles-sous-Thoix
- Essertaux
- Fleury
- Fossemanant
- Frémontiers
- Lœuilly
- Monsures
- Namps-Maisnil
- Nampty
- Neuville-lès-Lœuilly
- Oresmaux
- Plachy-Buyon
- Prouzel
- Sentelie
- Thoix
- Tilloy-lès-Conty
- Velennes

## Supresión del cantón de Conty
En aplicación del Decreto nº 2014-263 de 26 de febrero de 2014, el cantón de Conty fue suprimido el 22 de marzo de 2015 y sus 23 comunas pasaron a formar parte del nuevo cantón de Ailly-sur-Noye.